# Psyrassa cerina
Psyrassa cerina är en skalbaggsart som beskrevs av Toledo 2006. Psyrassa cerina ingår i släktet Psyrassa och familjen långhorningar.
Artens utbredningsområde är:
- Guatemala.
- Honduras.

Inga underarter finns listade i Catalogue of Life.